# Børgefjell Nemzeti Park
A Børgefjell Nemzeti Park (déli számi nyelven: Byrkije nasjonalpark) Norvégiában, az északi Nordland és Nord-Trøndelag megye határán, a Skandináv-hegység magashegyi fjell-vidékén, a svéd határ mentén terül el 1147 km² területen. 1963-ban alapították, majd 1973-ban és 2003-ban kibővítették.
A nemzeti park Grane, Hattfjelldal, Namsskogan és Røyrvik község területén fekszik.

## Földrajza
A nemzeti park 270 és 1699 méter közötti tengerszint feletti magasságon fekszik. Geológiailag a Skandináv-hegység azon részéhez tartozik, amely még a prekambriumban, mintegy 1700 millió évvel ezelőtt keletkezett, és anyaga főleg gránit és gneisz.
A táj nyugati részén magas hegylánc húzódik, a park legmagasabb csúcsával, a Kvigtindennel (1699 méter).  Keleten egy alacsonyabb, túlnyomórészt kopár fjell található, sok morénával. A két hegyvonulat közötti laposabb területen sok tó és patak van.
A legnagyobb tavak a Simskardvatnet és az Orrevatnet. Itt erednek a Jengelvassdraget, Vefsna és Namsen folyók.

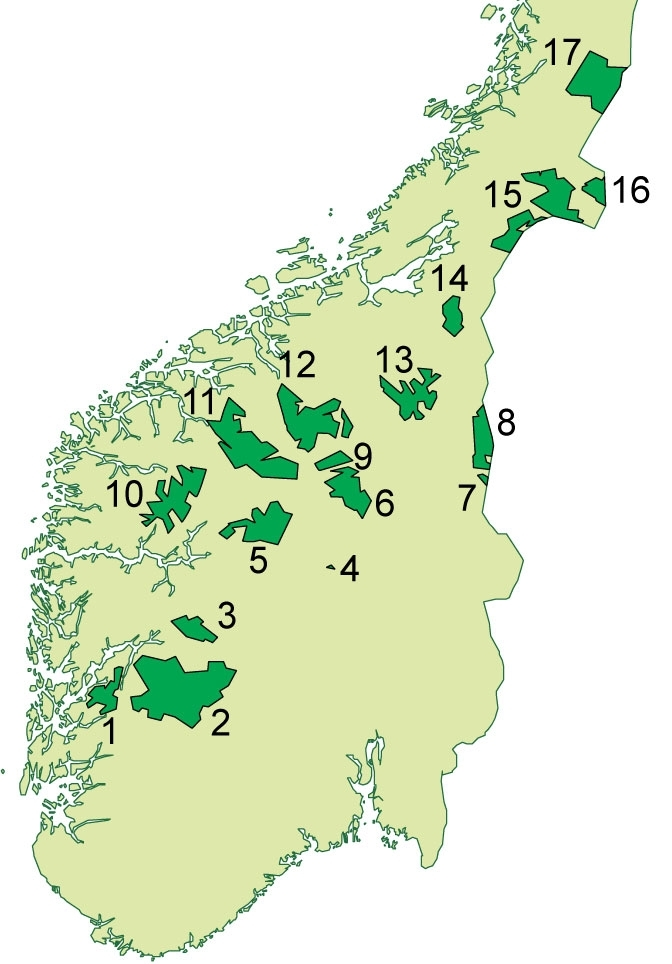
Dél-Norvégia nemzeti parkjai. A Børgefjell a 17. számú

## Növényzet és állatvilág
Az erdőhatár 5-600 méter magasan van. Ez alatt nyír- és erdeifenyő-erdők helyezkednek el.
A park nevezetessége a sarki róka, ami itt jelentős számban fordul elő. A leggyakoribb ragadozó a rozsomák. Felbukkan időnként az eurázsiai hiúz és a barna medve is. A kisebb állatok közül a vörös róka, menyét, nyuszt és a hermelin említendő. A mélyebb, vízben gazdag területeken sok madár él. A leggyakoribbak a ragadozók közül a gatyás ölyv, valamint a bagolyalakúak, a vízimadarak közül pedig a récefélék és a lilealakúak.

## Kulturális örökség
A területen a számik évszázadok óta rénszarvastenyésztést folytatnak.

## Fordítás
- Ez a szócikk részben vagy egészben a Børgefjell nasjonalpark című norvég Wikipédia-szócikk ezen változatának fordításán alapul.  Az eredeti cikk szerkesztőit annak laptörténete sorolja fel. Ez a jelzés csupán a megfogalmazás eredetét és a szerzői jogokat jelzi, nem szolgál a cikkben szereplő információk forrásmegjelöléseként.